# Брянский областной Дворец детского и юношеского творчества имени Ю. А. Гагарина
Брянский областной губернаторский Дворец детского и юношеского творчества имени Ю. А. Гагарина — учреждение дополнительного образования детей с большим количеством детских творческих объединений, студий, художественных коллективов, объединений (кружков и секций) технического, научно-технического творчества, спортивных секций, объединений военно-патриотической направленности.

## История Дворца
Брянский областной губернаторский Дворец детского и юношеского творчества имени Ю. А. Гагарина начал своё существование как Брянский городской Дом пионеров в 1937 году. Организатором работы стал первый директор Сергей Сергеевич Деев. Основной целью педагогической программы был активный отдых школьников во внеурочное время. Уже к 1936 году Дом пионеров переехал в здание на площади Ленина, построенное купцом Могилевцевым. К 1941 году в Доме пионеров работало 8 кружков (среди них авиамодельный и фотокружок).
В годы войны в здании дома пионеров размещалась воинская часть. После освобождения Брянщины школьники занимались в нескольких неприспособленных помещениях, и в 1947 году дому пионеров отдали другое небольшое здание с фруктовым садом. 27 октября 1948 года Брянскому дому пионеров Исполнительный комитет Брянского городского совета депутатов трудящихся присвоил наименование 30-летия Комсомола. А уже во второй половине 1950-х годов архитектором А.А. Саломахиным по рязанскому проекту было построено новое здание Дворца пионеров, в котором сейчас размещается Брянский областной театр юного зрителя. Первым директором нового Дворца был Самуил Самсонович Дозорцев. Также появились новые сотрудники, которые организовали интересные направления работы. С 1964 года Дом пионеров переименовали в Брянский городской Дворец пионеров и школьников.
В 1981 году было открыто новое помещение Дворца на проспекте Ленина. К этому моменту в нём воспитывалось уже более 1500 детей. Проект Дворца был разработан Центральным научно-исследовательским институтом экспериментального проектирования учебных зданий, а построили его на средства, заработанные на Всесоюзных коммунистических субботниках, в которых участвовало полгорода, включая студентов и школьников. 9 июля 1982 года Совет министров РСФСР присвоил Дворцу имя первого лётчика-космонавта Юрия Алексеевича Гагарина.
Но здание проработало в полную мощь недолго. Холм, на котором стоит здание, изначально имел недостаточную площадь, поэтому его «досыпали» щебнем, песком и даже, как говорят очевидцы, просто мусором. Это не могло не сказаться на устойчивости здания. Насыпанная часть частично просела из-за грунтовых вод и подземных движений. Сначала, в попытке уплотнить опоры, был закрыт цокольный этаж, потом по стенам всех этажей пошли трещины, и в 1997 году было принято решение перевести детей в другие помещения, а здание законсервировать.
Здание Дворца детского и юношеского творчества было закрыто 10 лет. Кружки и секции были раскиданы по 17 объектам в разных концах Брянска. Тем не менее, Дворец продолжал работать. В 2004 году система воспитательной работы Брянского дворца стала лауреатом первого Всероссийского конкурса воспитательных программ, несмотря на то, что это был единственный дворец детского и юношеского творчества в стране, не имевший своего собственного здания.
Все эти годы администрация Дворца не оставляла попыток изменить ситуацию. Только в конце 2004 года на коллегии по дополнительному образованию было предложено построить для Дворца новое здание на площади Партизан. А в 2005 году по инициативе губернатора Брянской области Н.В. Денина и при поддержке депутатов Брянской областной Думы было принято решение реконструировать старое. Здание было построено при минимальном участии бюджетных средств. Весомый вклад в строительство Дворца внесли спонсоры: более тридцати организаций осуществляли строительно-монтажные работы по его реконструкции. За два года было отремонтировано здание, обновлена материальная база, благоустроена прилегающая территория. Вокруг Дворца был разбит первый в области ландшафтный парк «Звёздный». Площадь парка составляет 9,5 га. Автором проекта стал известный брянский дизайнер Александр Панченко. Существенное содействие ему оказал известный в области мелиоратор Михаил Ковалёв. На месте парка было вырублено более 300 кустов и больных деревьев. Вместо них было посажено более 200 деревьев ценных пород, более 1,5 тысяч садово-парковых кустов, завезено более 10 тысяч кубометров грунта. Была поставлена ротонда, построен кордодром (бетонная беговая дорожка для кордовых моделей, приблизительно 20 метров в диаметре, ограждена по периметру высокими бордюрами и сетчатыми заборами, чтобы модель не могла попасть в зрителей). По мнению специалистов по автомодельному спорту, этот кордодром один из лучших в России. Также на территории парка был создан искусственный водоём и сад камней.
4 ноября 2007 года Дворец детского и юношеского творчества был открыт для занятий. В этот же день учреждению был присвоен областной статус.
В 2017 году Дворцу был присвоен почётный статус «Губернаторский».

## Современное состояние
Во Дворце обучаются более 5200 детей в возрасте от 4 лет до 21 года в 330 объединениях различной направленности, работают более 200 педагогов, из них 40 являются бывшими воспитанниками. Содержание деятельности Дворца определяется образовательными программами 10 направленностей, которые разрабатываются и реализуются педагогами как в рамках однопрофильной традиционной системы работы детских объединений, так и во многопрофильных структурных подразделениях, таких как центры, школы, ансамбли, студии, клубы и другие.
Брянский областной губернаторский Дворец детского и юношеского творчества им. Ю.А. Гагарина является образовательным и методическим центром региональной системы дополнительного образования. В течение учебного года более 1500 педагогов со всей области на его базе повышают свою квалификацию. Педагоги Дворца — постоянные участники и лауреаты конкурса педагогов дополнительного образования «Сердце отдаю детям».
В 2009 году у Дворца детского и юношеского творчества имени Ю. А. Гагарина появилось своё собственное периодическое издание — информационно-методический журнал «Дворец 32». В журнале собраны материалы об инновационных формах работы с детьми, передовых технологиях в дополнительном образовании. Авторами статей являются педагогические работники Дворца, а также педагоги Брянска и Брянской области.
С 1997 года Дворцом детского и юношеского творчества имени Ю. А. Гагарина руководила Галина Илларионовна Кашечко — Почётный работник общего образования РФ. В 2015 году её сменил Почётный работник общего образования РФ Иван Иванович Потворов. В ноябре 2015 года Дворец возглавила Елена Григорьевна Шинкаренко.

## Структура Дворца

### Руководство
- Директор — Елена Григорьевна Шинкаренко

### Отделы

#### Центр театральной педагогики (Образцовый детский коллектив)
Главная цель ЦТП — нравственное, интеллектуальное и творческое воспитание детей и молодёжи методом театральной педагогики. Система работы ЦТП включает в себя театрализованные занятия с показом спектаклей, что помогает поднять общую и зрительскую культуру в городе и области.

#### Отдел дошкольного воспитания (Школа раннего развития «Росток»)
В школе раннего развития «Росток» созданы необходимые условия для раскрытия возрастных возможностей и развития творческих способностей дошкольников от 4 до 7 лет, а также для оказания помощи семье в подготовке детей к школе.

#### Отдел народного творчества (Образцовый детский коллектив Детская фольклорная школа «Калинушка»)
Детская фольклорная школа «Калинушка» строит свою работу на принципах народной педагогики и погружения в культуру, позволяющих приобрести умения и навыки, необходимые для ориентации в жизни.
Обучение ведётся по следующим направлениям:
- народное хоровое и вокальное пение;
- обучение игре на народных инструментах;
- создание концертных народных костюмов, характерных для Брянской области;
- овладение техникой народных ремёсел.

Основа репертуара ДФШ «Калинушка» — музыкально-поэтический материал, привезённый из этнографических экспедиций по Брянской области.

#### Отдел хореографического искусства
В состав отдела входят детские объединения:
- Образцовый детский коллектив «Студия спортивного танца „Гранд“»
- Образцовый детский коллектив ансамбль танца «Юность»
- Танцевальная группа «Плясуньи»
- Цирковая студия «Импульс»

#### Отдел технического творчества
В состав отдела входят детские объединения: «Автомоделирование», «Авиамоделирование», «Судомоделирование», «Начальное техническое моделирование», компьютерная школа для дошкольников «Умничка», «Самоделкин», «Планета Земля», «Азбука природы», «Клуб астрономии и космонавтики», «Компьютерный дизайн», научное общество «Поиск», «Вселенная природы», «Школа юных конструкторов».

#### Отдел музыкального творчества
В состав отдела входит образцовый детский коллектив «Студия инструментальной музыки» (оркестр народных инструментов), а также вокально-инструментальный ансамбль «Ровесник», студия эстрадного вокала «Дилижанс», ритм-студия барабанщиц «Созвездие».

#### Отдел художественно-прикладного творчества
В состав отдела входит образцовый детский коллектив детский театр моды «Образ», а также детские объединения: «Изостудия», «Книжная и прикладная графика», школа-студия «Декор», «Бисероплетение», «Кройка и шитьё», «Художественный керамика», «Береста», мастерская «Радуга ремёсел», мастерская «Игрушка», «Радужная сказка», «Вышивка», «Сувениры», «Волшебная бумага», «Вязание и рукоделие».

#### Отдел туризма, краеведения и физкультурно-спортивной работы
В состав отдела входят детские объединения: «Пешеходный туризм», «Туристы-многоборцы», «Туристы-краеведы», «Военно-прикладное многоборье», «Школа Командиров Движения юных патриотов», «Спортивное ориентирование», «Кадетско-туристские маршруты», «Военно-патриотический клуб „Резерв“», «Феникс», «Кудо», «Настольный теннис».

#### Методическая служба
Задачи:
- оказание методической помощи педагогам и организация диагностических исследований по проблемам, определяющим качество системы дополнительного образования.
- практическая работа по выявлению перспектив развития Губернаторского Дворца имени Ю. А. Гагарина, выработка предложений по корректировке деятельности Дворца, его структурных подразделений.
- организационно-методическое обеспечение системы повышения квалификации педагогических кадров.
- координация информационно-методической деятельности ПДО.
- оказание методической помощи в разработке образовательных программ, отработка основных педагогических технологий и методик системы дополнительного образования детей.
- диагностирование информационно-методической деятельности педагогов дополнительного образования.

В рамках информационно-методический работы в Губернаторском Дворце имени Ю. А. Гагарина создана и функционирует психологическая служба, её работа строится по следующим направлениям:
- научно-просветительская работа.
- диагностическая деятельность.
- коррекционно-методическая экспертиза.

Работа ведётся как индивидуально, так и с группами детей и взрослых разного возраста. Педагоги имеют возможность участвовать в семинарах по различным тематикам, получать индивидуальные и групповые консультации.

### Детские общественные организации

#### Брянское региональное движение юных патриотов
Дворец является инструктивно-методическим центром по патриотическому воспитанию в Брянской области. Благодаря активной работе областного штаба Движения юных патриотов (ДЮП) в области поступательно совершенствуется система патриотического воспитания детей и молодёжи. Областной штаб ДЮП (первый руокводитель — Семён Борисович Маркушевич) координирует деятельность отрядов ДЮП, сформированных на базе школ и средних специальных учебных заведений Брянской области, организует и проводит военно-патриотические мероприятия в системе военно-спортивных игр «Зарница» и «Орлёнок», среди которых «Ратные страницы истории Отечества», «Во славу Отечества», «Отчизны верные сыны» и другие. Движение юных патриотов является самым массовым детско-юношеским движением в области. Ежегодно в мероприятиях ДЮП принимает участие более 3000 человек.

#### Ассоциация школьных музеев
Ассоциация координирует деятельность школьных музеев Брянской области, оказывает им информационную и методическую помощь, в течение года организует занятия в школах «Юный музеевед» и «Юный экскурсовод», проводит очные и заочные конкурсы. Ассоциация является инициатором и организатором профильной смены «Музеевед», фестиваля «Пусть поколения помнят». Ассоциация объединяет более 2000 детей, которые увлечены изучением истории родного края, участвуют в поисковой и исследовательской работе, являются активистами школьных музеев Брянской области. В 2008 году Государственный военно-исторический центр при правительстве РФ наградил Ассоциацию школьных музеев почётным знаком «За активную работу по патриотическому воспитанию граждан РФ».